# Dornis Gáspár
Dornis Gáspár György (Iszkaszentgyörgy, 1818. március 25. – Székesfehérvár, 1873. október 25.) ciszterci rendi szerzetes, pap és gimnáziumi tanár.

## Élete
1836. szeptember 14-én lépett a ciszterci rendbe és 1842. augusztus 14-én pappá szentelték Pécsett. Teológiai tanulmányait a bécsi Pázmány-intézetben végezte 1839 és 1842-ben. Tanárkodott Pécsett (1842–1845), Egerben (1846–1849), Székesfehérváron (1849–1863). Vallástant, magyar irodalmat és latin nyelvet tanított. 1863-tól 1873-ig lelkész volt Hercegfalván (Fejér megye). Képzett tanárként és jeles hitszónokként emlékeznek meg róla.

## Munkái
- Elegia gratiarumactio valedictoria. Per alumnos II. humanitatis regii gymnasii Alba-Regalensis semestri aestivo elaborata, et occasione publicatae classificationis decantata. Albae-Regiae, 1835.
- A katholikus isteni tisztelet szelleme, avagy az egyházi szokások és szertartások magyarázata. Terklau Mátyás után ford. Pest, 1854. (3. kiadás. Uo. 1865. 4. jav. kiad. Bpest, 1876.)
- Az erkölcsrontó iratok, ravasz csábítók és a rossz példák (Székesfehérvári r. kath. gymnasium Értesítője 1858.)